# 北拉戈礁 (佛羅里達州)
北拉戈礁（英語：North Key Largo）是位於美國佛羅里達州門羅縣的一個人口普查指定地區。

## 地理
北拉戈礁的座標為25°17′23″N 81°18′25″W / 25.28972°N 81.30694°W，而該地最高點為海拔高度2米（即7英尺）。

## 人口
根據2010年美國人口普查的數據，北拉戈礁的面積為50.90平方千米，當中陸地面積為48.60平方千米，而水域面積為2.30平方千米。當地共有人口1244人，而人口密度為每平方千米24人。